# Општина Подлехник
Општина Подлехник (словен. Podlehnik) је једна од општина Подравске регије у држави Словенији. Седиште општине је истоимено насеље Подлехник.

## Природне одлике
Рељеф: Општина Подлехник налази се у источном делу Словеније, у словеначком делу Штајерске. Јужна граница општине је истовремено и државна граница са Хрватском. Општина јужним делом се простире у средишњем делу горја Халозе. Северни део општине се налази у долини реке Дравиње.
Клима: У општини влада умерено континентална клима.
Воде: Једини битан водоток на подручју општине је река Дравиња у њеном северном делу. Остали водотоци су мали и њене су притоке.

## Становништво
Општина Подлехник је ретко насељена.

## Насеља општине
| - Горца - Дежно при Подлехнику - Закл - Згорње Грушковје - Јабловец - Козминци - Ложина | - Подлехник - Родни Врх - Седлашек - Сподње Грушковје - Станошина - Страјна |  |

## Додатно погледати
- Подлехник